# Konsztantyin Konsztantyinovics Vaginov
Konsztantyin Konsztantyinovics Vaginov (oroszul: Константи́н Константи́нович Ва́гинов, született Wagenheim); (Szentpétervár, 1899. szeptember 21. vagy 1899. október 3. – Leningrád, 1934. április 26.) orosz költő és regényíró volt.

## Élete
Vaginov 1899-ben született Szentpéterváron. Édesanyja egy gazdag szibériai üzletember és földbirtokos lánya volt. Édesapja, magas rangú rendőrtiszt, a 17. században Oroszországba érkezett németek leszármazottja. Az első világháború idején a családnevet Wagenheimről (oroszul: Вагенгейм) megváltoztatták.
Apja kívánsága szerint Vaginov jogot tanult. A polgárháború alatt Vaginov a Vörös Hadseregben szolgált, mind a lengyel fronton, mind az Uráltól keletre. Visszatért Petrográdba, és leszerelése után művészeti és bölcsészeti tanulmányokat folytatott. 1926-ban feleségül vette Alexandra Ivanovna Fedorovát. Ő és Vaginov is egy írócsoport tagja volt, akik a költőről, világutazóról és a kitüntetett háborús hősről, Nyikolaj Gumiljovról emlékezve gyűltek össze, akit 1921-ben lőttek le, miután jogtalanul vádolták a kormány elleni összeesküvéssel.
Konsztantyin Vaginov 1934-ben halt meg tuberkulózisban.

## Munkái

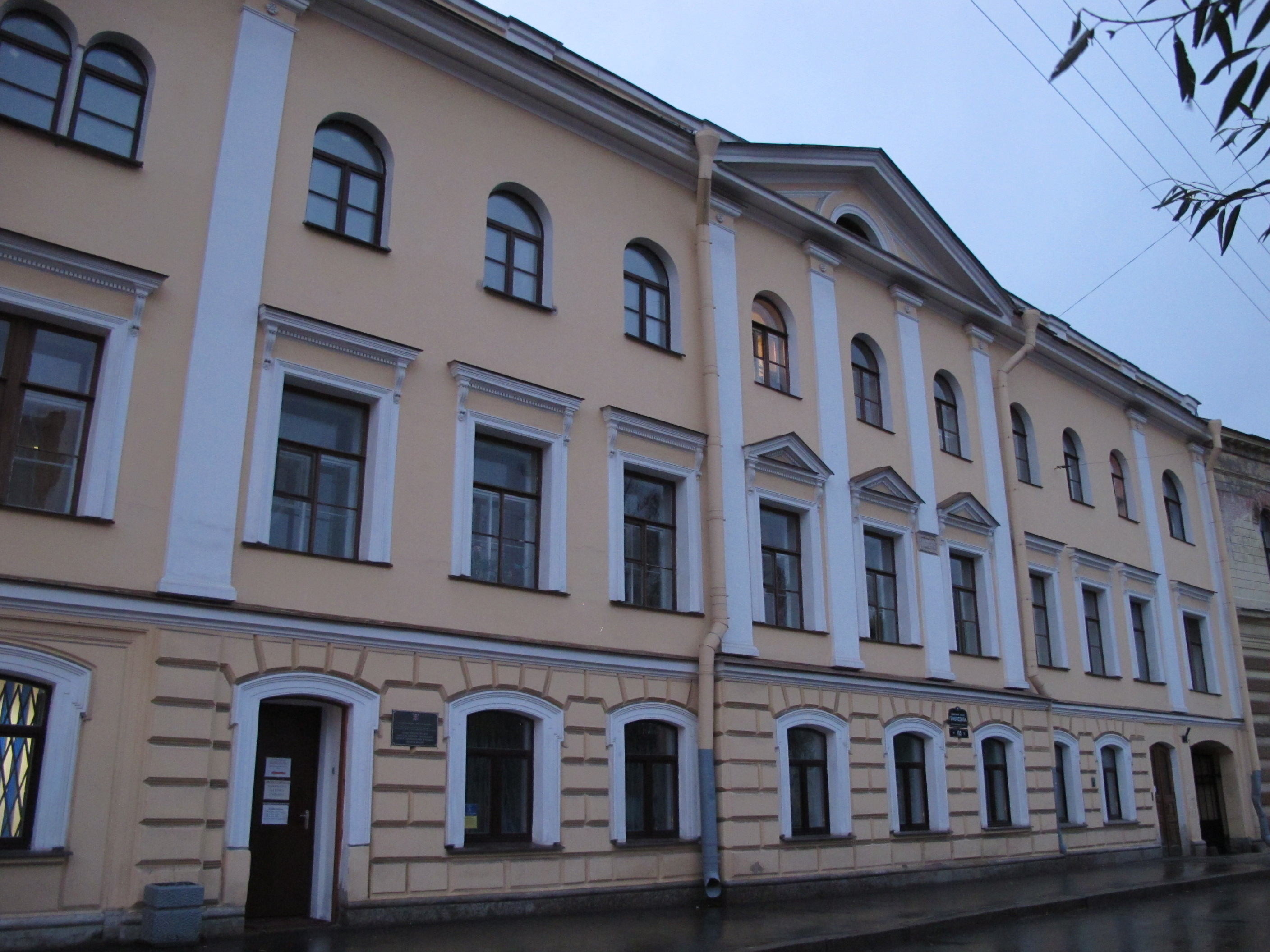
Gribojedov-csatorna rakpartja, 105. sz. (Vaginov 1920-1934 között élt itt)

Vaginov tinédzser korában írta legkorábbi költészetét, első gyűjteménye, Путешествие в Хаос (Utazás a káoszba) címmel 1921-ben jelent meg. További gyűjteményei 1926-ban és 1931-ben jelentek meg. Első prózai művei: „Apolló urunk kolostora” és „A káosz Betlehem csillaga" 1922-ben jelent meg.
Vaginov első regénye, a Козлиная песнь („Kecskedal”) 1925 és 1927 között íródott. A regény az értelmiségi körön alapul. Mihail Bahtyin filozófus és irodalomteoretikus köré csoportosultak. Vaginov két másik regényt is befejezett, a Труды и дни Свистонова (Szvistonov művei és napjai, 1929) és a Бамбочада (Bambusz, 1931). Ahogy Vaginov egészségi állapota megromlott, a negyedik regényen, a Harpagonianán (Гарпагониана) dolgozott, amely hiányos volt. Nem sokkal halála előtt elkezdett dolgozni az 1905-ös forradalomról szóló regényen. A munkához szükséges anyagokat a hatóságok lefoglalták.
Az 1920-as évek közepén Vaginov főleg posztszimbolistának és akmeistának nevezhető költészetet írt. A kortárs megrázkódtatásokra való átfedő utalásokkal, valamint történelmi és mitológiai utalásokkal a költészet olykor szinte hermetikus. A regény felé fordulása fordulópontot jelent. A Козлиная песнь (Kecskedal) pedig átmeneti műnek tekinthető, költészettöredékeivel és a költészet nemzedékéről és elfajulásáról szóló szórványos kommentárokkal. A könyv egyben az irodalom és a kritika társadalomban betöltött szerepének legátláthatóbb vizsgálatát is jelzi a szerzőnek.
Az 1920-as években Vaginov kapcsolatba került a legtöbb jelentősebb petrográdi/leningrádi irodalmi körrel. 1927-ben csatlakozott az OBERIU néven ismert baloldali avantgárd írói kollektívához, amelyet néha „abszurdistának” neveznek, és főként Danyiil Harmsz munkái révén ismerték. Ez idő tájt Vaginov próza felé fordulását a szürrealizmus – a mindennapi élet elvetemült mitológiája – felé való elfoglaltság jellemezte. Vaginov, aki különböző évszázadok több nyelvű irodalmát habzsolta, lelkes könyvgyűjtő volt, sok közülük a feldúlt könyvtárakból került ki, és használtan árulták az utcán. De ő is gyűjtött mindent, a régi pénzérméktől kezdve a cukorkapapírokig és a cigarettásdobozokig. Míg egyes szereplői olyan dolgokat gyűjtöttek, amelyek legalábbis kapcsolatban állnak a magaskultúrával, Vaginov az anyag változékonysága és az emlékművek – még a romokban heverő – elmék által kísért metszéspontját kutatta. Szolomon Volkov ezt írja:
Az orosz forradalom győzelmét, amely tönkretette a családját, a barbár törzsek Római Birodalom feletti diadalához hasonlította. Vaginov számára Pétervár varázslatos színtere volt ennek a kulturális tragédiának, és dadaista versekben énekelte a látványos város dicséretét (amelyben Mandelstam hatása is megmutatkozott), amelyekben sokatmondóan megjelentek „halott hajók halványkék vitorlái”. Mandelstam viszont igen nagyra értékelte Vaginovot, és „nem a mai, hanem az örökkévaló” költőjeként szerepelt egy listán Ahmatovával, Paszternakkal, Gumiljovval és Hodaseviccsel.

## Magyarul megjelent
- Harpagoniáda. Három kisregény (Гарпагониана) / Kecskeének / Harpagoniáda / Munkák és napok; Osiris / Századvég, Budapest, 1994 (Századvég könyvtár. Irodalom) · ISBN 9638384670 · Fordította: Bratka László, M. Nagy Miklós, Morcsányi Géza

## További irodalom
- Aitchison, Elizabeth Ann (1997), The Poetry of Konstantin Vaginov, Ann Arbor, MI: University of Michigan, <https://deepblue.lib.umich.edu/handle/2027.42/130643>

## Fordítás
- Ez a szócikk részben vagy egészben  a   Konstantin Vaginov című angol Wikipédia-szócikk fordításán alapul.  Az eredeti cikk szerkesztőit annak laptörténete sorolja fel. Ez a jelzés csupán a megfogalmazás eredetét és a szerzői jogokat jelzi, nem szolgál a cikkben szereplő információk forrásmegjelöléseként.